# Salahaddin University
Die Salahaddin-Universität Erbil (SUE; kurdisch زانکۆی سەلاحەدین Zankoy Selaheddîn) ist eine kurdische Universität in der Hauptstadt der Autonomen Region Kurdistan/Irak Erbil. Der Leitspruch der Universität lautet: Möge Gott mein Wissen vermehren. Gegenwärtiger Rektor ist Mohammed Sadik. Die Anzahl der Studienplätze beträgt 18.000.

## Geschichte
Die Universität entstand 1981 durch Verlegung der 1968 gegründeten University of Sulaimani von Sulaimaniyya nach Erbil. Die Universität Sulaimaniyya wurde 1992 wiedererrichtet und wird seitdem als Rechtsnachfolger der ursprünglichen Universität betrachtet.
Anfangs betrug die Zahl der Lehrstühle sieben: Wissenschaft, Landwirtschaft, Ingenieurwesen, Verwaltung, Kunst, Bildung und Medizin. 1985 wurde der Lehrstuhl für Recht und Politik gegründet und 1995 der Lehrstuhl für Zahnmedizin. 2004 gab es schon 22 Lehrstühle. 2005 wurden die medizinischen Lehrstühle aus- und der Medizinischen Universität Hawler eingegliedert.
Die Salahaddin-Universität ist Mitglied der International Association of Universities und bietet die Abschlüsse PhD, Bachelor of Arts, Bachelor of Science, Master of Arts, Master of Science an. Die medizinische Fakultät bietet auch ein  Medical degree an.

## Fakultäten der Universität
- Fakultät für Naturwissenschaften
- Fakultät der Landwirtschaft
- Fakultät für Ingenieurwissenschaften
- Fakultät für Bildungswissenschaften
- Fakultät für Recht und Politik
- Fakultät für Sprachen
- Fakultät für Religionswissenschaften
- Fakultät der Geisteswissenschaften
- Fakultät für Moderne Künste
- Fakultät für Management und Wirtschaftswissenschaften

## Bekannte Absolventen
- Basimah Yusuf Butrus (* 1963), irakische Biochemikerin und Politikerin